# Vegard Kongsro
Vegard Kongsro (Herøya, 7 agosto 1998) è un calciatore norvegese, difensore dell'Yverdon.

## Carriera

### Club
Cresciuto nel settore giovanile dell'Odd, nel 2017 è stato ceduto in prestito al Pors Grenland dove ha fatto esperienza in quarta divisione; rientrato brevemente all'Odd, dove ha giocato con la squadra riserve in terza divisione, nel 2019 è stato acqusitato dall'Ullensaker/Kisa con cui ha debuttato in 1. divisjon il 31 marzo nell'incontro pareggiato 1-1 contro lo Strømmen.
Il 18 marzo 2021 è stato acquistato dal Bodø/Glimt ed il 27 giugno successivo ha esordito in Eliteserien nella partita vinta 4-1 contro lo Stabæk; impiegato principalmente con la squadra riserve, ha tuttavia fatto il suo esordio nelle competizioni europee giocando i minuti finali della partita degli ottavi di finale di Conference League pareggiata 2-2 contro l'AZ Alkmaar. Il 20 marzo del 2022 è stato acquistato a titolo definitivo dall'HamKam, con cui ha trascorso tre stagioni nella massima divisione norvegese da titolare.
Il 2 gennaio 2025 ha lasciato la Norvegia firmando un contratto di due anni e mezzo con l'Yverdon, club della prima divisione svizzera; con il club biancoverde nella seconda metà della stagione 2024-2025 gioca 15 partite, rimanendo in squadra anche per la stagione 2025-2026, giocata in seconda divisione a seguito della retrocessione subita al termine dell'annata precedente.

### Nazionale
Ha giocato con la nazionale norvegese Under-19.

## Statistiche

### Presenze e reti nei club
Statistiche aggiornate al 4 agosto 2025.
| Stagione               | Squadra                | Campionato             | Campionato | Campionato | Coppe nazionali | Coppe nazionali | Coppe nazionali | Coppe continentali | Coppe continentali | Coppe continentali | Altre coppe | Altre coppe | Altre coppe | Totale | Totale | Totale |
| Stagione               | Squadra                | Comp                   | Pres       | Reti       | Comp            | Pres            | Reti            | Comp               | Pres               | Reti               | Comp        | Pres        | Reti        | Pres   | Reti   |        |
| ---------------------- | ---------------------- | ---------------------- | ---------- | ---------- | --------------- | --------------- | --------------- | ------------------ | ------------------ | ------------------ | ----------- | ----------- | ----------- | ------ | ------ | ------ |
| 2017                   | Pors Grenland          | 3D                     | 26         | 0          | CN              | 2               | 0               | -                  | -                  | -                  | -           | -           | -           | 28     | 0      |        |
| 2018                   | Pors Grenland          | 3D                     | 14         | 1          | CN              | 1               | 1               | -                  | -                  | -                  | -           | -           | -           | 15     | 2      |        |
| Totale Pors Grenland   | Totale Pors Grenland   | Totale Pors Grenland   | 40         | 1          |                 | 3               | 1               |                    | -                  | -                  |             | -           | -           | 43     | 1      |        |
| 2018                   | Odd 2                  | 2D                     | 11         | 0          | CN              | 0               | 0               | -                  | -                  | -                  | -           | -           | -           | 11     | 0      |        |
| 2019                   | Ullensaker/Kisa 2      | 2D                     | 10         | 2          | -               | -               | -               | -                  | -                  | -                  | -           | -           | -           | 10     | 2      |        |
| 2019                   | Ullensaker/Kisa        | 1D                     | 13         | 0          | CN              | 3               | 0               | -                  | -                  | -                  | -           | -           | -           | 16     | 0      |        |
| 2020                   | Ullensaker/Kisa        | 1D                     | 28         | 1          | CN              | 0               | 0               | -                  | -                  | -                  | -           | -           | -           | 28     | 1      |        |
| Totale Ullensaker/Kisa | Totale Ullensaker/Kisa | Totale Ullensaker/Kisa | 41         | 1          |                 | 3               | 0               |                    | -                  | -                  |             | -           | -           | 44     | 1      |        |
| 2021                   | Bodø/Glimt 2           | 2D                     | 12         | 0          | -               | -               | -               | -                  | -                  | -                  | -           | -           | -           | 12     | 0      |        |
| 2021                   | Bodø/Glimt             | ES                     | 2          | 0          | CN              | 2               | 0               | UCL+UECL           | 0+1                | 0                  | -           | -           | -           | 5      | 0      |        |
| 2022                   | HamKam 2               | 2D                     | 1          | 0          | -               | -               | -               | -                  | -                  | -                  | -           | -           | -           | 1      | 0      |        |
| 2022                   | HamKam                 | ES                     | 26         | 2          | CN              | 2               | 1               | -                  | -                  | -                  | -           | -           | -           | 28     | 3      |        |
| 2023                   | HamKam                 | ES                     | 26         | 2          | CN              | 5               | 0               | -                  | -                  | -                  | -           | -           | -           | 31     | 2      |        |
| 2024                   | HamKam                 | ES                     | 29         | 3          | CN              | 3               | 0               | -                  | -                  | -                  | -           | -           | -           | 32     | 3      |        |
| Totale HamKam          | Totale HamKam          | Totale HamKam          | 81         | 7          |                 | 10              | 1               |                    | -                  | -                  |             | -           | -           | 91     | 8      |        |
| 2024-2025              | Yverdon                | SL                     | 15         | 0          | CS              | 0               | 0               | -                  | -                  | -                  | -           | -           | -           | 15     | 0      |        |
| 2025-2026              | Yverdon                | ChL                    | 0          | 0          | CS              | 0               | 0               | -                  | -                  | -                  | -           | -           | -           | 0      | 0      |        |
| Totale carriera        | Totale carriera        | Totale carriera        | 213        | 11         |                 | 18              | 2               |                    | 1                  | 0                  |             | -           | -           | 232    | 13     |        |

## Palmarès

### Club

#### Competizioni nazionali
- Campionato norvegese: 1

Bodø/Glimt: 2021